# ویلی مایرس
ویلی مایرس (به انگلیسی: Willy Mairesse) (زادهٔ ۱ اکتبر ۱۹۲۸، درگذشتهٔ ۲ سپتامبر ۱۹۶۹ در اوستنده، فلاندر) رانندهٔ مسابقات فرمول یک و خودروهای اسپورت اهل بلژیک بود. او از ۱۹ ژوئن ۱۹۶۰ در ۱۳ گراند پری مسابقات جهانی فرمول یک شرکت کرد. او در دوران فعالیت خود در مسابقات فرمول یک موفق به کسب ۷ امتیاز شد و یک بار توانست بر روی سکو برود. مایرس پس از اینکه به‌دلیل یک تصادف در مسابقات ۲۴ ساعته لمانز ۱۹۶۸ مجبور به پایان دادن به فعالیت حرفه‌ای خود شد، در اتاق هتلی در اوستنده اقدام به خودکشی کرد.

## نتایج کامل در مسابقات جهانی فرمول یک
(کلید)
| سال  | تیم                 | شاسی            | موتور         | ۱             | ۲        | ۳          | ۴         | ۵        | ۶         | ۷         | ۸       | ۹             | ۱۰            | قهرمانی رانندگان | امتیاز |
| ---- | ------------------- | --------------- | ------------- | ------------- | -------- | ---------- | --------- | -------- | --------- | --------- | ------- | ------------- | ------------- | ---------------- | ------ |
| ۱۹۶۰ | اسکودریا فراری      | فراری داینو ۲۴۶ | فراری وی۶     | آرژانتین      | موناکو   | ۵۰۰        | هلند      | بلژیک ب. | فراسنه ب. | بریتانیا  | پرتغال  | ایتالیا ۳     | آمریکا        | پانزدهم          | ۴      |
| ۱۹۶۱ | اکیپ ناسیوناله بلگه | لوتوس ۱۸        | کلیماکس ۴-خطی | موناکو        | هلند     | بلژیک ب.   |           |          |           |           |         |               |               | ر.ن.             | ۰      |
| ۱۹۶۱ | تیم لوتوس           | لوتوس ۲۱        | کلیماکس ۴-خطی |               |          |            | فرانسه ب. | بریتانیا |           |           |         |               |               | ر.ن.             | ۰      |
| ۱۹۶۱ | اسکودریا فراری      | فراری ۱۵۶       | فراری وی۶     |               |          |            |           |          | آلمان ب.  | ایتالیا   | آمریکا  |               |               | ر.ن.             | ۰      |
| ۱۹۶۲ | اسکودریا فراری      | فراری ۱۵۶       | فراری وی۶     | هلند          | موناکو ۷ | بلژیک ب.   | فرانسه    | بریتانیا | آلمان     | ایتالیا ۴ | آمریکا  | آفریقای جنوبی |               | چهاردهم          | ۳      |
| ۱۹۶۳ | اسکودریا فراری      | فراری ۱۵۶       | فراری وی۶     | موناکو ب.     | بلژیک ب. | هلند       | فرانسه    | بریتانیا | آلمان ب.  | ایتالیا   | آمریکا  | مکزیک         | آفریقای جنوبی | ر.ن.             | ۰      |
| ۱۹۶۵ | اسکودریا سنترو ساد  | بی‌آرام پی۵۷     | بی‌آرام وی۸    | آفریقای جنوبی | موناکو   | بلژیک ع.ش. | فرانسه    | بریتانیا | هلند      | آلمان     | ایتالیا | آمریکا        | مکزیک         | ر.ن.             | ۰      |